# Boana semiguttata
Boana semiguttata é uma espécie de anfíbio da família Hylidae. Endêmica do Brasil, onde pode ser encontrada nos estados do Paraná e Santa Catarina.